# 叙里 (夏朗德省)
叙里是法国夏朗德省的一个市镇，属于孔福朗区（Confolens）沙巴奈县（Chabanais）。该市镇总面积11.08平方公里，2009年时的人口为250人。

## 人口
叙里（Suris）人口变化图示